# 김문상
김문상은 대한민국의 로봇 공학자이다. 서울대 기계설계학과 학/석사, 독일 베를린 공대에서 로봇공학 박사를 취득하였다.
1987년 한국과학기술연구원(KIST)에 입사, 2003년까지 KIST 지능로봇센터장으로 활동했고, 2003년부터 현재까지 옛과기부 프런티어사업의 하나인, '인간기능 생활지원 지능로봇 기술개발사업단'을 이끌며, 지능형 로봇의 원천기술 중 하나인, HRI, 물체인식, 위치인식, 조작제어 기술 등을 개발하고 있다. 1993년 대전 엑스포에서 3차원 조각로봇시스템을 출품했고, 반인반마 로봇 `센토' 개발에도 참여했다. 특히 최근 이라크 자이툰 부대에 파견됐던 정찰 및 위험물 제거 로봇 `롭헤즈'(RobHaz)를 개발한 바 있다.
2017년에는 광주과학기술원(GIST) 융합기술원에서 교수로 재직하고 있다.